# 山形県指定文化財一覧
山形県指定文化財一覧（やまがたけんしていぶんかざいいちらん）は、山形県指定の文化財や史跡等を一覧形式でまとめたものであるが、全てを掲載しているわけではない。

## 有形文化財

### 建造物

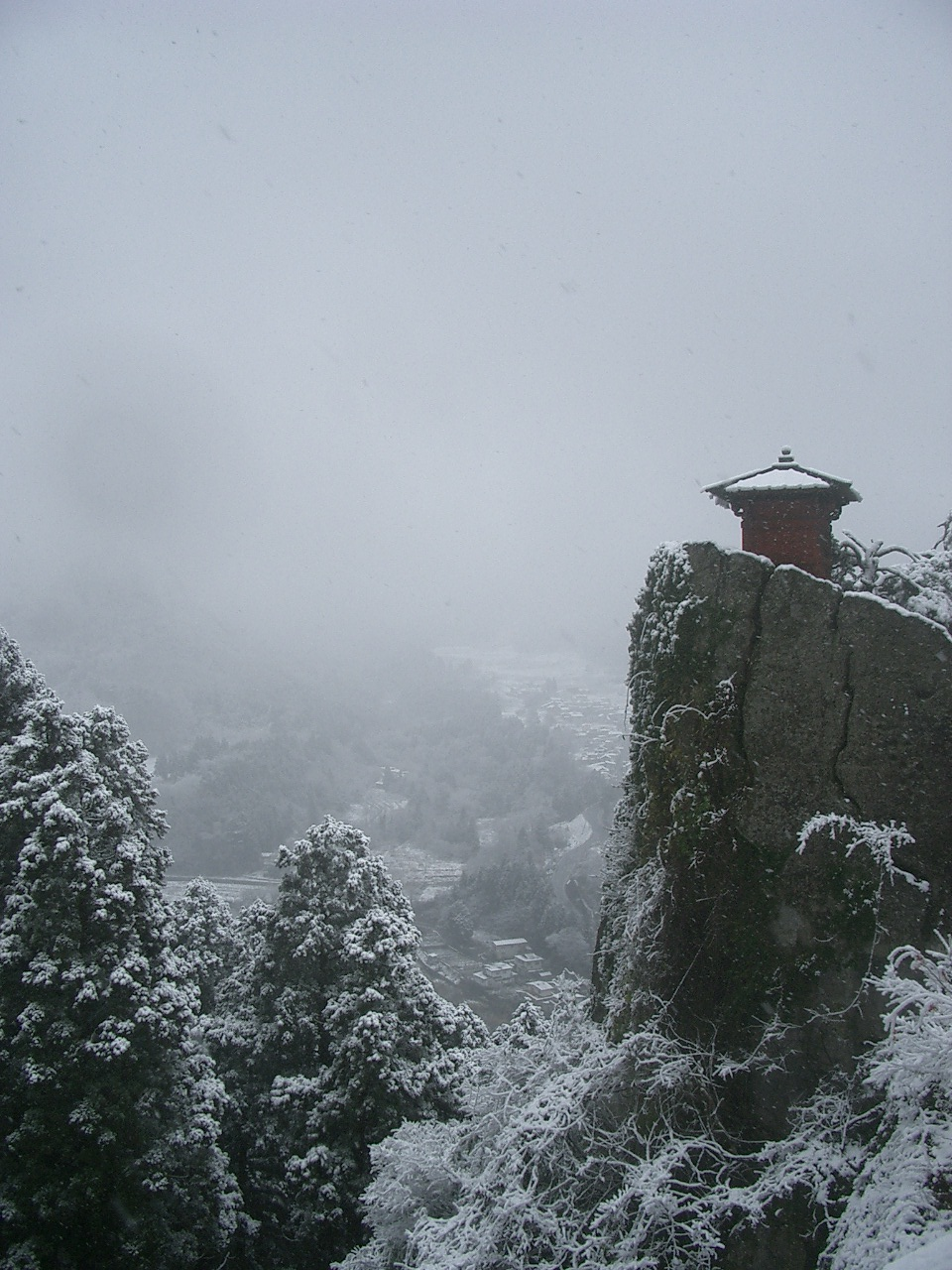
立石寺納経堂

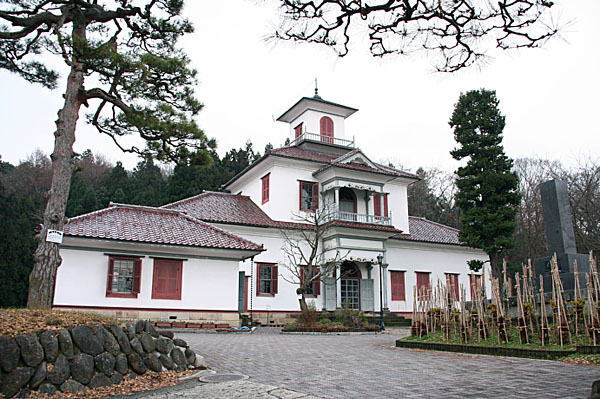
旧東村山郡役所

- 石鳥居〔天童市大字高擶北字鳥居〕 1952年4月1日指定 ※天童市高擶財産区
- 石鳥居〔村山市楯岡笛田〕 1952年4月1日指定
- 八幡神社本殿〔高畠町大字安久津字八幡山〕 1952年4月1日指定 ※八幡神社
- 八幡神社三重塔〔高畠町大字安久津字八幡山〕 1952年4月1日指定 ※八幡神社
- 八幡神社舞楽殿〔高畠町大字安久津字八幡山〕 1952年4月1日指定 ※八幡神社
- 石鳥居〔高畠町大字元和田元北和田字堂山〕 1952年4月1日指定 ※高房神社
- 層塔〔白鷹町大字鮎貝〕 1952年4月1日指定 ※常光寺
- 天養寺観音堂〔飯豊町大字中字虎吉沢〕 1952年4月1日指定 ※天養寺
- 本間家本邸 附 長屋門〔酒田市二番町〕 1953年2月20日指定
- 石鳥居〔鶴岡市馬町字宮ノ腰〕 1953年2月20日指定 ※椙尾神社
- 五輪塔〔鶴岡市加茂字加茂〕 1953年2月20日指定 ※極楽寺
- 宝筺印塔〔鶴岡市加茂字加茂〕 1953年2月20日指定 ※極楽寺
- 専称寺鐘楼〔山形市緑町〕 1953年8月31日指定 ※専称寺
- 立石寺納経堂〔山形市大字山寺〕 1953年8月31日指定 ※立石寺
- 石造九重層塔〔遊佐町直世字仲道〕 1953年8月31日指定 ※永泉寺
- 宝光院本堂〔山形市八日町〕 1957年3月1日指定 ※宝光院
- 五輪塔〔鶴岡市田川字西山〕 1958年10月28日指定
- 庄内松山城大手門〔酒田市字新屋敷〕 1970年2月4日指定
- 旧東村山郡役所〔天童市五日町〕 1972年9月4日指定
- 旧遠藤家住宅〔鶴岡市田麦俣字七ツ滝〕 1974年4月1日指定
- 二の宮神社本殿〔南陽市宮内〕 1975年3月31日指定 ※熊野神社
- 嘉慶三年石造六面幢〔南陽市三間通〕 1977年3月28日指定 ※諏訪神社
- 土社神社本殿〔南陽市宮内〕 1977年3月28日指定 ※熊野神社
- 旧西村山郡役所〔寒河江市大字寒河江字長岡〕 1978年11月1日指定
- 柏倉家住宅〔中山町大字岡〕 1980年5月12日指定
- 旧西村山郡会議事堂〔寒河江市大字寒河江字長岡〕 1980年12月22日指定
- 石行寺観音堂〔山形市大字岩波〕 1983年8月12日指定 ※石行寺
- 溝延八幡神社本殿〔河北町大字溝延字八幡小路〕 1985年3月12日指定 ※溝延八幡神社
- 鮎貝八幡宮本殿〔白鷹町大字鮎貝字桜館〕 1985年8月16日指定 ※鮎貝八幡宮
- 天満神社本殿･拝殿〔新庄市堀端〕 1987年8月25日指定 ※天満神社
- 旧東田川郡役所及び郡会議事堂〔鶴岡市藤島字山ノ前〕 1988年4月12日指定 ※東田川文化記念館
- 旧酒田灯台〔酒田市南新町〕 1988年8月23日指定 ※酒田市日和山公園
- 熊野神社本殿〔寒河江市大字慈恩寺字田沢〕 1988年8月23日指定 ※熊野神社
- 宝蔵院表門 附 慶長十八年祈祷札〔寒河江市大字慈恩寺〕 1990年12月21日指定 ※宝蔵院
- 旧丹野家住宅〔上山市楢下字乗馬場〕 1995年12月8日指定
- 本山慈恩寺山門〔寒河江市大字慈恩寺〕 1995年12月8日指定 ※本山慈恩寺
- 本山慈恩寺三重塔〔寒河江市大字慈恩寺字〕 1995年12月8日指定 ※本山慈恩寺
- 大日坊仁王門〔鶴岡市大網〕 1995年12月8日指定 ※湯殿山総本寺大網大日坊
- 旧山形師範学校講堂〔山形市緑町〕 1998年5月6日指定
- 旧吉田家住宅〔山辺町大字畑谷字前田〕 2000年10月31日指定
- 旧丸大扇屋〔長井市十日町〕 2003年5月9日指定
- 熊野神社拝殿〔南陽市宮内〕 2007年6月1日指定 ※熊野神社
- 八幡神社本殿〔川西町洲島字新町〕 2011年2月4日指定 ※八幡神社

### 絵画

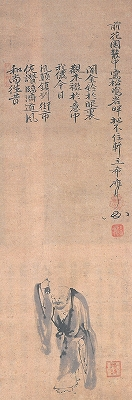
紙本墨画普化禅師像

- 紙本淡彩鼬図 伝円山応挙筆〔酒田市御成町〕 1953年8月31日指定 ※本間美術館
- 紙本墨画飛燕図 康西堂筆〔酒田市浜田〕 1953年8月31指
- 紙本墨画琴高仙人図 曽我蕭白筆〔酒田市浜田〕 1953年8月31日指定
- 紙本淡彩芭蕉像 池大雅筆 月巣賛〔中山町大字長崎〕 1953年8月31日指定
- 紙本著色重嶂香雪図 岡田半江筆〔河北町谷地〕 1953年8月31日指定
- 紙本著色厩図 伝狩野永徳筆 六曲屏風〔米沢市金池〕 1953年8月31日指定 ※上杉博物館保管
- 絹本著色溪間野雉図 渡辺崋山筆 附 足利遊記（椿 椿山筆）1帖〔山形市大手町〕 1956年5月11日指定 ※山形美術館
- 絹本著色慈母観音図 谷文晁筆〔山形市大手町〕 1956年5月11日指定 ※山形美術館
- 絹本著色熊野舟行図 谷文晁筆〔山形市大手町〕 1956年5月11日指定 ※山形美術館
- 紙本淡彩浅絳山水図 田能村竹田筆〔山形市大手町〕 1956年5月11日指定 ※山形美術館
- 紙本墨画普化禅師像 瀬田掃部筆雲居禅師賛〔酒田市浜田〕 1956年5月11日指定
- 紙本淡彩瀟湘八景図 天宥筆〔酒田市浜田〕 1956年5月11日指定
- 絹本墨画十六羅漢図 無款〔酒田市相生町〕 1956年5月11日指定
- 紙本墨画曽根原魯卿叙別図 福原五岳筆〔酒田市御成町〕 1956年5月11日指定 ※本間美術館
- 絹本著色火食鳥図 立原杏所筆〔河北町谷地〕 1956年5月11日指定
- 紙本淡彩清河八郎像 藤本鉄石筆〔庄内町清川字上川原〕 1956年5月11日指定 ※清河八郎記念館
- 絹本著色釈迦出山之図 郷目貞繁筆〔中山町大字岡〕 1956年11月24日指定
- 紙本墨画 君子対棋図 君子騎馬図 海北友松筆 六曲屏風〔山形市大字山寺字南院〕 1957年3月1日指定 ※山寺芭蕉記念館保管
- 紙本墨画小葉台貼屏風 池大雅筆六曲屏風〔山形市大字山寺字南院〕 1957年3月1日指定 ※山寺芭蕉記念館保管
- 紙本墨画米点山水図 岡田半江筆〔山形市大手町〕 1957年3月1日指定 ※山形美術館
- 絹本著色睡童図 柳里恭筆〔鶴岡市馬場町〕 1957年3月1日指定 ※克念社
- 紙本墨画法然上人像 冷泉為恭筆〔大石田町大字大石田丙〕 1957年3月1日指定
- 紙本著色坂紀伊守像 無款〔山形市大字長谷堂字漆房〕 1957年8月16日指定 ※清源寺
- 紙本淡彩岳陽楼閣図 池大雅筆襖貼付〔鶴岡市播磨丁〕 1957年8月16日指定
- 絹本著色善導大師像 伝李伯時筆曇省賛〔酒田市御成町〕 1959年4月11日指定 ※本間美術館
- 紙本墨画達磨図 無款〔河北町谷地〕 1959年4月11日指定
- 絹本著色忠孝図 冷泉為恭筆〔大石田町大字大石田丙〕 1959年4月11日指定
- 紙本淡彩老松孔雀図 松村景文筆〔酒田市楢橋〕 1959年4月11日指定
- 紙本墨画芦雁図 郷目貞繁筆〔河北町大字溝延〕 1959年6月26日指定
- 紙本著色瀟湘八景画巻 郷目貞繁筆〔河北町谷地甲〕 1959年6月26日指定
- 紙本著色四季花鳥図 狩野玄也筆六曲屏風〔山形市旅篭町〕 1959年12月4日指定 ※山形新聞・山形交通
- 絹本淡彩 東都佃島住よし図、京都嵐山図 浪花住吉月出見の浜図歌川広重筆〔山形市七日町〕 1959年12月4日指定 ※慈光明院
- 紙本墨画面壁達磨図 海北友松筆〔鶴岡市宝町〕 1959年12月4日指定 ※本間美術館に寄託
- 紙本淡彩山水図 池大雅筆〔鶴岡市宝町〕 1959年12月4日指定 ※本間美術館に寄託
- 絹本淡彩山水図 余夙夜筆〔酒田市御成町〕 1959年12月4日指定 ※本間美術館
- 紙本淡彩俳画巻 渡辺崋山筆〔酒田市日吉町〕 1959年12月4日指定
- 絹本淡彩 御殿山品川汐干狩図日本海晏寺奥山海苔取遠望図 歌川広重筆〔天童市大字寺津〕 1959年12月4日指定
- 紙本著色花鳥図 木村長光筆〔中山町大字長崎〕 1959年12月4日指定
- 絹本著色長崎外人屋敷 出島 十善寺 図巻 無款〔大石田町大字大石田丁〕 1959年12月4日指定
- 紙本墨画葡萄栗鼠図 宮本武蔵筆〔真室川町大字新町〕 1959年12月4日指定
- 紙本淡彩祭礼図巻 松村呉春筆〔山形市鉄砲町〕 1960年6月28日指定
- 紙本著色扇面画貼込冊子 中村芳中筆〔酒田市若竹町〕 1960年6月28日指定
- 絹本著色願正上人像 無款〔山形市緑町〕 1960年12月16日指定 ※専称寺
- 絹本著色義光夫人像 無款〔山形市緑町〕 1960年12月16日指定 ※専称寺
- 紙本墨画淡彩山水人物花果図 池大雅筆 六曲屏風〔寒河江市七日町〕 1961年5月6日指定
- 紙本著色紅花屏風 青山永耕筆六曲屏風〔山形市大字山寺字南院〕 1962年1月12日指定 ※山寺芭蕉記念館保管
- 絹本著色紅花屏風 横山華山筆六曲屏風〔山形市大手町〕 1962年1月12日指定 ※山形美術館
- 絹本著色細雨図 川合玉堂筆 六曲屏風〔山形市大手町〕 1962年1月12日指定 ※山形美術館
- 紙本著色人体解剖図巻 伝吉村蘭州筆〔山形市八日町〕 1962年1月12日指定
- 紙本淡彩蕪村句稿貼交屏風 松村呉春筆 六曲屏風〔酒田市御成町〕 1962年1月12日指定 ※本間美術館
- 紙本墨画墨竹図 柳里恭筆〔酒田市亀ヶ崎〕 1962年1月12日指定
- 絹本著色魚籃観音花鳥図 章経筆〔酒田市御成町〕 1962年1月12日指定 ※本間美術館
- 紙本淡彩山水図 余夙夜筆〔酒田市若竹町〕 1962年1月12日指定
- 紙本墨画牧牛図 無款〔酒田市若竹町〕 1962年4月6日指定
- 紙本著色林和靖図 土佐一得筆林羅山賛〔酒田市若竹町〕 1962年4月6日指定
- 紙本著色松鷲梅孔雀図 熊代熊斐筆 六曲屏風〔山形市大手町〕 1962年4月6日指定 ※山形美術館
- 絹本著色小松曳図 田中訥言筆〔酒田市緑町〕 1962年4月6日指定
- 紙本著色花鳥図 狩野直信筆〔遊佐町菅里〕 1963年1月22日指定
- 紙本淡彩高士像 円山応挙筆〔酒田市御成町〕 1963年1月22日指定 ※本間美術館
- 紙本淡彩富士見西行図 長沢芦雪筆〔山形市大手町〕 1963年1月22日指定 ※山形美術館
- 紙本墨画米法山水図 岡田半江筆〔酒田市御成町〕 1963年1月22日指定 ※本間美術館
- 紙本淡彩瑞松蘭溪図 池大雅筆〔酒田市若竹町〕 1963年1月22日指定
- 紙本淡彩近江八景 金沢八景図菅原白竜筆 六曲屏風〔米沢市信夫町〕 1963年3月17日指定
- 紙本淡彩若竹蜻蛉図 高橋草坪筆〔山形市大手町〕 1963年12月20日指定 ※山形美術館
- 紙本墨画対月図 松花堂昭乗筆江月賛〔山形市旅篭町〕 1963年12月20日指定
- 絹本著色古岳上人像 冷泉為恭筆〔遊佐町菅里〕 1963年12月20日指定
- 絹本著色木芙蓉双鴨図 山本梅逸筆〔酒田市若竹町〕 1963年12月20日指定
- 紙本彩色楊柳鸛図 田能村竹田筆〔大石田町大字大石田丙〕 1963年12月20日指定
- 絹本著色長福寺三千仏〔鶴岡市湯田川乙〕 1972年1月17日指定 ※長福寺
- 油彩山形市街図 高橋由一筆〔山形市旅篭町〕 1977年8月19日指定
- 紙本淡彩山形県景観画集高橋由一筆〔山形市大手町〕 1977年8月19日指定 ※山形美術館
- 絹本著色弘法大師像〔寒河江市大字慈恩寺〕 1982年10月29日指定 ※本山慈恩寺
- 絹本著色愛染明王像〔寒河江市大字慈恩寺〕 1982年10月29日指定 ※宝蔵院
- 絹本著色釈迦十六善神図〔南陽市竹原〕 1985年8月16日指定 ※龍雲院
- 絹本著色不動明王三大童子五部使者像〔酒田市御成町〕 1986年8月12日指定 ※本間美術館保管
- 絹本著色大威徳明王像〔米沢市丸の内〕 2000年5月2日指定
- 絹本手彩色三島県令道路改修記念画帖 高橋由一原画〔山形市小白川町〕 2002年5月17日指定 ※山形大学附属博物館保管

### 彫刻
- 木造釈迦如来立像〔山形市大字山寺〕 1952年4月1日指定 ※立石寺秘宝館安置
- 木造薬師如来立像〔山形市大字山寺〕 1952年4月1日指定 ※立石寺秘宝館安置
- 木造阿弥陀如来立像〔山形市大字山寺〕 1952年4月1日指定 ※立石寺秘宝館安置
- 木造大威徳明王像〔鶴岡市勝福寺字中通〕 1952年4月1日指定 ※大威徳殿安置
- 木造薬師如来坐像〔南陽市大字二色根〕 1953年2月20日指定 ※薬師寺
- 石造聖観音立像〔鶴岡市西目字荒倉口丁〕 1953年8月31日指定 ※荒倉神社
- 木造釈迦如来立像〔山形市大字釈迦堂〕 1955年10月25日指定 ※法来寺釈迦堂安置
- 木造阿弥陀如来立像〔米沢市万世町堂森〕 1955年10月25日指定 ※善光寺本堂安置
- 木造伝長井時広夫妻坐像〔米沢市万世町堂森〕 1955年10月25日指定 ※善光寺
- 銅造如意輪観音坐像〔鶴岡市青龍寺字金峯〕 1955年10月25日指定 ※金峯神社拝殿安置
- 木造阿弥陀如来及び両脇侍立像〔鶴岡市水沢字石山丙〕 1955年10月25日指定
- 木造釈迦如来立像〔川西町大字中小松〕 1956年5月11日指定 ※掬粋巧芸館
- 木造薬師如来坐像〔酒田市本楯字新田目〕 1957年8月16日指定 ※薬師神社
- 木造阿弥陀如来坐像〔大石田町大字大石田丙〕 1958年7月25日指定 ※乗船寺
- 木造千手観音立像〔大石田町大字大石田丙〕 1958年7月25日指定 ※乗船寺
- 木造門神坐像〔米沢市広幡町大字成島字四月在家〕 1959年6月26日指定 ※成島八幡神社
- 木造伝教大師坐像〔山形市大字山寺〕 1960年12月16日指定 ※立石寺秘宝館安置
- 木造聖観音立像〔飯豊町大字中字虎吉沢〕 1960年12月16日指定
- 銅造ゆあみ 新海竹太郎作〔山形市旅篭町〕 1962年1月12日指定
- 木造聖観音立像〔高畠町大字亀岡字払川〕 1962年4月6日指定 ※大聖寺
- 木造聖観音立像〔寒河江市大字慈恩寺〕 1964年3月17日指定 ※本山慈恩寺
- 木造阿弥陀如来坐像〔山形市七日町〕 1968年4月8日指定 ※慈光明院
- 木造十一面観音立像〔山形市蔵王半郷字松尾山〕 1973年6月11日指定
- 木造菩薩形立像（伝勢至菩薩） 〔山形市蔵王半郷字松尾山〕 1973年6月11日指定
- 木造菩薩形立像〔山形市大字千手堂〕 1978年3月29日指定 ※吉祥院
- 木造阿弥陀如来立像〔鶴岡市羽黒町手向字羽黒山〕 1980年5月12日指定 ※出羽三山歴史博物館安置
- 木造毘沙門天立像〔鶴岡市羽黒町手向字羽黒山〕 1980年5月12日指定 ※出羽三山歴史博物館安置
- 木造毘沙門天立像〔鶴岡市羽黒町手向字羽黒山〕 1980年5月12日指定 ※出羽三山歴史博物館安置
- 木造阿弥陀如来立像〔寒河江市大字慈恩寺〕 1980年5月12日指定 ※本山慈恩寺
- 木造聖徳太子立像 附 像内納入品〔寒河江市大字慈恩寺〕 1980年5月12日指定 ※本山慈恩寺
- 菩薩坐像 〔寒河江市大字慈恩寺〕 1982年10月29日指定 ※本山慈恩寺本堂宮殿安置
- 如来坐像及び両脇侍立像〔寒河江市大字慈恩寺〕 1982年10月29日指定 ※本山慈恩寺本堂宮殿安置
- 二天王立像 〔寒河江市大字慈恩寺〕 1982年10月29日指定 ※本山慈恩寺本堂宮殿安置
- 力士立像 〔寒河江市大字慈恩寺〕 1982年10月29日指定 ※本山慈恩寺本堂宮殿安置
- 如来立像 〔寒河江市大字慈恩寺〕 1982年10月29日指定 ※本山慈恩寺本堂宮殿安置
- 軍荼利明王立像〔寒河江市大字慈恩寺〕 1982年10月29日指定 ※本山慈恩寺本堂宮殿安置
- 虚空蔵菩薩坐像〔寒河江市大字慈恩寺〕 1982年10月29日指定 ※本山慈恩寺
- 弥勒菩薩坐像〔寒河江市大字慈恩寺〕 1982年10月29日指定 ※本山慈恩寺
- 阿弥陀如来坐像〔寒河江市大字慈恩寺〕 1982年10月29日指定 ※本山慈恩寺阿弥陀堂安置
- 大日如来坐像 〔寒河江市大字慈恩寺〕 1982年10月29日指定 ※本山慈恩寺三重塔安置
- 木造不動明王及び二童子立像〔寒河江市大字慈恩寺〕 1982年10月29日指定 ※本山慈恩寺
- 木造馬頭観世音菩薩立像〔長井市横町〕 1987年8月25日指定 ※遍照寺
- 銅造観音菩薩立像〔白鷹町大字高玉〕 1987年8月25日指定 ※円福寺
- 木造阿弥陀如来立像及び両脇侍立像〔寒河江市大字慈恩寺〕 1988年8月23日指定 ※宝徳寺
- 木造伝十王坐像〔寒河江市大字平塩字上条地籍〕 1990年2月16日指定 ※熊野神社
- 木造阿弥陀如来立像〔米沢市窪田町窪田〕 1990年6月29日指定 ※千眼寺
- 木造勢至菩薩坐像〔米沢市窪田町窪田〕 1990年6月29日指定 ※千眼寺
- 銅造薬師如来立像〔山形市七日町〕 1991年11月26日指定 ※慈光明院
- 木造薬師如来立像〔朝日町大字新宿〕 1993年7月30日指定 ※朝日町新宿区
- 木造阿弥陀如来坐像〔山形市六日町〕 1995年12月8日指定 ※極楽寺
- 木造阿弥陀如来坐像〔新庄市下金沢〕 1995年12月8日指定 ※接引寺
- 木造伝大日如来坐像〔米沢市本町〕 1996年5月31日指定 ※昌伝庵
- 木造金剛力士立像 附 像内納入文書 1通〔鶴岡市羽黒町手向〕 1997年10月28日指定 ※羽黒山正善院
- 木造阿弥陀如来立像〔鶴岡市新海町〕 1998年9月4日指定 ※安国寺位牌堂安置
- 木造阿弥陀如来立像〔鶴岡市睦町〕 1998年9月4日指定 ※常念寺本堂安置
- 木造地蔵菩薩立像〔鶴岡市睦町〕 1998年9月4日指定 ※常念寺
- 木造聖観音菩薩坐像〔河北町西里〕 2000年5月2日指定 ※永昌寺
- 木造薬師如来坐像〔鮭川村大字向居〕 2000年10月31日指定 ※向居文化遺産保存委員会
- 木造不動明王及び二童子立像〔飯豊町大字添川〕 2001年12月28日指定 ※常福院
- 木造阿弥陀如来坐像〔鶴岡市陽光町〕 2002年11月5日指定 ※極楽寺
- 木造僧形八幡神坐像〔川西町大字時田〕 2006年12月5日指定 ※成寶寺
- 木造釈迦如来坐像〔東根市大字沼沢〕 2010年4月30日指定 ※佛心寺
- 木造天部形立像〔山形市大字千手堂〕 2010年4月30日指定 ※吉祥院
- 木造阿弥陀如来座〔大江町大字三郷丙〕 2010年4月30日指定 ※護真寺

### 工芸品
- 梵鐘 慶長十一年丙午六月吉日の銘がある〔山形市緑町〕 1952年4月1日指定 ※専称寺
- 梵鐘 嘉吉三癸亥八月七日の銘がある〔山形市大字長谷堂字漆房〕 1952年4月1日指定 ※清源寺
- 鰐口 慶長十三年戊 申十月二十六日の銘がある〔山形市大字山寺〕 1952年4月1日指定 ※立石寺
- 神輿〔東根市大字東根甲〕 1952年4月1日指定 ※若宮八幡神社
- 蒔絵絵馬〔南陽市大字二色根〕 1953年2月20日指定 ※薬師寺
- 陶器黄瀬戸茶碗〔川西町大字中小松〕 1953年2月20日指定 ※掬粋巧芸館
- 半磁器黄瀬戸狛犬〔川西町大字中小松〕 1953年2月20日指定 ※掬粋巧芸館
- 磁器劃花竜三彩果実文大皿〔川西町大字中小松〕 1953年2月20日指定 ※掬粋巧芸館
- 磁器五彩牡丹唐草文瓶〔川西町大字中小松〕 1953年2月20日指定 ※掬粋巧芸館
- 半磁器月白青釉手付水注〔川西町大字中小松〕 1953年2月20日指定 ※掬粋巧芸館
- 磁器青華唐草文盤子（大皿） 〔川西町大字中小松〕 1953年2月20日指定 ※掬粋巧芸館
- 磁器青華唐草文蓋付筆洗〔川西町大字中小松〕 1953年2月20日指定 ※掬粋巧芸館
- 半磁器青磁劃花文香盒〔川西町大字中小松〕 1953年2月20日指定 ※掬粋巧芸館
- 磁器五彩唐草文瓢型瓶〔川西町大字中小松〕 1953年2月20日指定 ※掬粋巧芸館
- 磁器青磁凸花文瓶〔川西町大字中小松〕 1953年2月20日指定 ※掬粋巧芸館
- 短刀 銘来国俊 永仁五年二月日〔山形市旅篭町〕 1953年8月31日指定
- 金銅舎利塔〔米沢市御廟〕 1953年8月31日指定 ※法音寺
- 金銅五鈷鈴 貞応三年甲申八月十八日の銘がある 仁治二辛丑八月卅 日の銘がある〔米沢市御廟〕 1953年8月31日指定 ※法音寺
- 金銅五鈷〔米沢市御廟〕 1953年8月31日指定 ※法音寺
- 砧青磁浮牡丹花生〔酒田市御成町〕 1953年8月31日指定 ※本間美術館
- 安南絞手水注〔酒田市御成町〕 1953年8月31日指定 ※本間美術館
- 唐物大海茶入〔酒田市御成町〕 1953年8月31日指定 ※本間美術館
- 高麗青磁象嵌平茶碗〔酒田市御成町〕 1953年8月31日指定 ※本間美術館
- 葡萄栗鼠蒔絵 刀筒（東京都台東区上野公園） 1953年8月31日指定 ※東京国立博物館寄託
- 砧青磁千鳥香炉〔酒田市御成町〕 1953年8月31日指定 ※本間美術館保管
- 古瀬戸平茶碗〔酒田市御成町〕 1953年8月31日指定 ※本間美術館保管
- 割高台茶碗〔酒田市御成町〕 1953年8月31日指定 ※本間美術館保管
- 太刀 銘助真〔上山市矢来〕 1953年8月31日指定 ※蟹仙洞
- 刀 金象嵌銘左 名物長左文字〔上山市矢来〕 1953年8月31日指定 ※蟹仙洞
- 刀 無銘伝一文字〔大石田町大字大石田丙〕 1953年8月31日指定
- 鉄擬宝珠 文禄二年癸巳五月吉日の銘がある〔鶴岡市羽黒町手向字羽黒山〕 1953年8月31日指定 ※出羽三山歴史博物館
- 銅狛犬 慶長十八年癸 丑二月吉日の銘がある〔鶴岡市羽黒町手向字羽黒山〕 1953年8月31日指定 ※出羽三山歴史博物館
- 狩衣（萌黄地桐に隅入角に鳳凰の丸模様）〔鶴岡市黒川字宮の下〕 1953年12月17日指定 ※春日神社
- 厚板唐織（浅葱紅段菊芙蓉唐草模様）〔鶴岡市黒川字宮の下〕 1953年12月17日指定 ※春日神社
- 狩衣（花色三巴に的車模様金入）〔鶴岡市黒川字宮の下〕 1953年12月17日指定 ※黒川能上座・下座
- 狩衣（納戸地花菱亀甲鳳凰模様）〔鶴岡市黒川字椿出〕 1953年12月17日指定 ※黒川能上座
- 木製曼荼羅懸仏 裏面に寛喜三年の刻銘がある〔山形市大字山寺〕 1953年12月17日指定 ※立石寺秘宝館安置
- 青磁牡丹唐草凸花文瓶〔米沢市丸の内〕 1955年10月25日指定 ※上杉神社
- 色々威伊予佩楯〔酒田市本楯字新田目〕 1955年10月25日指定
- 鰐口 暦応五年壬 午七月二十六日の銘がある〔遊佐町上蕨岡字松岡〕 1955年10月25日指定 ※鳥海山大物忌神社
- 太刀 銘守家造〔鶴岡市家中新町〕 1956年5月11日指定 ※致道博物館保管
- 色々威胴丸〔庄内町狩川字楯山〕 1956年5月11日指定 ※北館神社
- 唐織（紅地秋草蝶模様） 〔鶴岡市黒川字宮の下〕 1956年5月11日指定 ※黒川能上座・下座
- 唐織（白地、雲、なでしこ、藤模様）〔鶴岡市黒川字宮の下〕 1956年5月11日指定 ※黒川能上座・下座
- 唐織（紅地稲妻形金入菊模様） 〔鶴岡市黒川字宮の下〕 1956年5月11日指定 ※黒川能上座・下座
- 唐織（白地伊予簾夕顔模様） 〔鶴岡市黒川字宮の下〕 1956年5月11日指定 ※黒川能上座・下座
- 厚板唐織（白花色段簾源氏香花車夕顔模様）〔鶴岡市黒川字宮の下〕 1956年5月11日指定 ※黒川能上座・下座
- 縫箔（七宝繋桐模様胴箔地） 〔鶴岡市黒川字宮の下〕 1956年5月11日指定 ※黒川能上座・下座
- 長絹（紫地浪に蛇篭紅葉模様） 〔鶴岡市黒川字宮の下〕 1956年5月11日指定 ※黒川能上座・下座
- 唐織（白地亀甲牡丹尾長鳥模様）〔鶴岡市黒川字宮の下〕 1956年5月11日指定 ※黒川能上座・下座
- 厚板（花色地花菱亀甲繋雲に火炎太鼓模様）〔鶴岡市黒川字宮の下〕 1956年5月11日指定 ※黒川能上座・下座
- 縫箔（紅地紅葉扇面青海波模様）〔鶴岡市黒川字椿出〕 1956年5月11日指定 ※黒川能上座
- 厚板（白茶地雲鶴向鳥襷模様） 〔鶴岡市黒川字椿出〕 1956年5月11日指定 ※黒川能上座
- 厚板（黄黒段秋草胡蝶模様） 〔鶴岡市黒川字椿出〕 1956年5月11日指定 ※黒川能上座
- 長絹（紫地帆掛舟に松模様金入）〔鶴岡市黒川字小在家〕 1956年5月11日指定 ※黒川能下座
- 縫箔（白地檜垣松藤模様） 〔鶴岡市黒川字小在家〕 1956年5月11日指定 ※黒川能下座
- 縫箔（うこん地垣に秋草模様） 〔鶴岡市黒川字小在家〕 1956年5月11日指定 ※黒川能下座
- 狩衣（紫地檜垣葡萄に蝶模様金入）〔鶴岡市黒川字小在家〕 1956年5月11日指定 ※黒川能下座
- 縫箔（胴箔地牡丹に扇面模様） 〔鶴岡市黒川字小在家〕 1956年5月11日指定 ※黒川能下座
- 袈裟 伝峩山禅師着用〔山形市北山形〕 1956年9月28日指定 ※竜門寺
- 短刀 銘 来国次〔上山市矢来〕 1956年9月28日指定 ※蟹仙洞
- 赤絵柿右エ門皿〔河北町谷地〕 1957年3月1日指定
- 康煕赤絵壷〔山形市大字陣場〕 1958年3月4日指定
- 紫 糸威伊予札五枚胴具足 兜、頬当、壺袖、籠手付〔米沢市丸の内〕 1959年12月4日指定 ※上杉神社
- 素懸水浅葱糸威腹巻 兜、頬当、壺袖、籠手、臑当、佩楯付〔米沢市丸の内〕 1959年12月4日指定 ※上杉神社
- 脇差 無銘伝義弘 附 肥後拵〔大石田町大字大石田丙〕 1959年12月4日指定
- 紺糸威胴丸 兜、頬当、籠手、臑当、佩楯付〔川西町大字中小松〕 1959年12月4日指定 ※掬粋巧芸館
- 兎毫文天目茶碗〔川西町大字上小松〕 1959年12月4日指定 ※大光院
- 砧青磁筍節花瓶〔山形市緑町〕 1960年12月16日指定 ※専称寺
- 太刀 無銘伝千手院〔鶴岡市友江町〕 1962年4月6日指定
- 脇差 銘則房〔鶴岡市友江町〕 1962年4月6日指定
- 古瀬戸瓶子〔川西町大字吉田〕 1963年1月22日指定
- 刀 銘 長曽祢興里入道虎徹〔上山市矢来〕 1963年1月22日指定 ※蟹仙洞
- 刀 金粉銘国宗〔鶴岡市友江町〕 1963年1月22日指定
- 刀 朱銘（光常）来国光 光忠折紙付〔鶴岡市友江町〕 1963年1月22日指定
- 太刀 無銘伝舞草〔山形市大字山寺〕 1963年3月29日指定 ※立石寺
- 短刀 無銘伝当麻〔鶴岡市家中新町〕 1963年12月20日指定 ※致道博物館保管
- 刀 銘大慶直胤〔山形市旅篭町〕 1963年12月20日指定
- 刀 銘正秀〔村山市楯岡十日町〕 1963年12月20日指定
- 擬宝珠堆朱盆〔上山市矢来〕 1963年12月20日指定 ※蟹仙洞
- 牡丹尾長鳥堆朱盆〔上山市矢来〕 1963年12月20日指定 ※蟹仙洞
- 脇差 銘直胤〔山形市旅篭町〕 1963年12月20日指定
- 銅製飯食器 嘉元三年十二月の銘がある〔寒河江市大字慈恩寺〕 1964年3月17日指定 ※本山慈恩寺
- 鋳鉄草木文透釣灯籠 天文廿四年六月吉日 石垣出雲俊吉の銘がある〔寒河江市大字慈恩寺〕 1964年3月17日指定 ※本山慈恩寺
- 鋳鉄仏餉鉢 慶長十一年四月八日谷地住人の銘がある〔寒河江市大字慈恩寺〕 1964年3月17日指定 ※本山慈恩寺
- 素懸熏韋威腹巻 兜、頬当、壷袖、篭手付〔米沢市丸の内〕 1965年4月12日指定 ※上杉神社
- 紫 糸威五枚胴具足 兜、頬当、籠手、臑当、佩楯付〔米沢市丸の内〕 1965年4月12日指定 ※上杉神社
- 素懸勝色威胴丸 兜、頬当、籠手、佩楯、肩当付〔米沢市丸の内〕 1965年4月12日指定 ※上杉神社
- 色々威大袖〔米沢市丸の内〕 1965年4月12日指定 ※上杉神社
- 素懸紫 糸威黒塗板物五枚胴具足兜、頬当、籠手、臑当付〔米沢市東〕 1966年4月6日指定 ※宮坂考古館
- 素懸白綾威黒皺韋包板物腹巻兜、頬当、壺袖、背板、籠手、臑当、杏葉、佩楯付〔米沢市東〕 1966年4月6日指定 ※宮坂考古館
- 浅葱糸威黒皺韋包板物二枚胴具足兜、袖、頬当、籠手、臑当、佩楯付〔米沢市東〕 1966年4月6日指定 ※宮坂考古館
- 本小札紺糸威胴丸 兜、袖、頬当、籠手、臑当、佩楯付〔米沢市東〕 1966年4月6日指定 ※宮坂考古館
- 浅葱糸威錆色塗切付札二枚胴具足兜、置袖、頬当、籠手、臑当、佩楯付〔米沢市東〕 1966年4月6日指定 ※宮坂考古館
- 古白薩摩茶碗〔川西町大字中小松〕 1966年4月6日指定 ※掬粋巧芸館
- 刀 銘羽州大泉住豊前守藤原清人明治三年八月 日〔鶴岡市家中新町〕 1966年4月6日指定 ※致道博物館
- 太刀 銘月山〔寒河江市丸内〕 1966年9月30日指定
- 短刀 銘出羽寒河江月山〔寒河江市八幡町〕 1966年9月30日指定 ※寒河江八幡宮
- 線刻不動明王鏡像（瑞花鴛鴦鏡）〔鶴岡市田川字宮野前〕 1977年3月28日指定 ※田川八幡神社
- 梵鐘 正平十一年六月廿四日大工左衛門大夫景弘の銘がある〔東根市大字東根元東根字西楯〕 1977年8月19日指定 ※薬師寺
- 刺繍 当麻曼荼羅 附 版木〔酒田市中央東町〕 1978年3月29日指定 ※幅浄徳寺
- 線刻聖観音鏡像〔天童市大字山元〕 1986年4月1日指定 ※来吽院
- 朱塗黒糸威二枚胴具足 兜、小具足付〔鶴岡市家中新町〕 1986年8月12日指定 ※致道博物館
- 紺糸威大鎧 兜、大袖、小具足付〔酒田市字新屋敷〕 1986年8月12日指定
- 漆画絵馬〔尾花沢市大字六沢〕 2002年5月17日指定 ※円照寺

### 書跡
- 芭蕉消息〔鶴岡市本町〕 1953年8月31日指定
- 二行書 荻生徂徠筆〔鶴岡市馬場町〕 1953年8月31日指定 ※克念社
- 絹地切 伝道風筆（東京都台東区上野公園） 1953年8月31日指定 ※東京国立博物館寄託
- 広沢切 伏見天皇御自筆御歌集断簡〔酒田市御成町〕 1953年8月31日指定 ※本間美術館
- 仏頂和尚遺偈〔酒田市御成町〕 1953年8月31日指定 ※本間美術館
- 玉志亭唱和懐紙 芭蕉筆〔酒田市御成町〕 1953年8月31日指定 ※本間美術館
- 五月雨歌仙 芭蕉筆〔大石田町大字大石田〕 1953年8月31日指定 ※大石田町立歴史民俗資料館へ寄託
- 天宥追悼句 芭蕉筆〔鶴岡市羽黒町手向字羽黒山〕 1953年8月31日指定 ※出羽三山歴史博物館
- 上杉謙信筆祈願文〔米沢市丸の内〕 1956年5月11日指定 ※上杉神社
- 古今和歌集巻第四秋歌上（了佐切） 〔河北町谷地〕 1956年5月11日指定
- 後西天皇宸翰御和歌懐紙（麓をば） 〔酒田市御成町〕 1956年5月11日指定 ※本間美術館保管
- 荻生徂徠筆 尺牘〔酒田市字北町〕 1956年5月11日指定
- 藤原定家筆 願文〔山形市七日町〕 1957年3月1日指定 ※慈光明院
- 無準師範墨跡 与能兄道契禅師尺牘〔酒田市御成町〕 1957年3月1日指定 ※本間美術館
- 紙本墨書 知恩山 大運寺 池大雅筆〔寒河江市中央〕 1959年12月4日指定
- 顕広切 藤原俊成筆〔大石田町大字大石田丙〕 1959年12月4日指定
- 日野切 藤原俊成筆〔山形市七日町〕 1960年3月30日指定 ※慈光明院
- 中御門天皇宸翰御和歌懐紙（最上川） 〔河北町谷地〕 1960年6月28日指定
- 紙本墨書 思無邪 後水尾天皇宸翰〔鶴岡市家中新町〕 1962年1月12日指定
- 紙本墨書 春日賦花七絶 直江兼続書〔酒田市中町〕 1962年1月12日指定
- 紙本墨書 明月記断簡 藤原定家筆〔山形市五日町〕 1963年1月22日指定 ※靜松寺
- 紙本墨書 上杉文書25通〔大石田町大字大石田丙〕 1963年1月22日指定
- 紙本墨書 謝呉尺牘巻 蕪村 月溪書簡８通〔酒田市常禅寺字上野山〕 1963年1月22日指定
- 紙本墨書 芭蕉手簡（図司左吉宛） 〔鶴岡市羽黒町手向字羽黒山〕 1963年1月22日指定 ※出羽三山歴史博物館
- 紙本墨書 千利休消息（薮中斎宛） 〔河北町谷地庚〕 1963年12月20日指定
- 紙本墨書 沢庵宗彭消息（昨雲軒宛） 〔河北町谷地庚〕 1963年12月20日指定
- 紙本墨書 一閑人之記 江月宗玩筆〔山形市旅篭町〕 1963年12月20日指定
- 最上義光等連歌巻〔山形市大手町〕 1965年10月4日指定 ※最上義光歴史館保管
- 出羽三山巡礼句 芭蕉筆〔山形市大手町〕 1978年11月1日指定 ※山形美術館

### 典籍
- 大般若経 折本仕立〔山形市大字岩波字鬼越〕 1952年4月1日指定 ※石行寺
- 大泉叢誌〔鶴岡市家中新町〕 1953年8月31日指定 ※致道博物館
- 鶏肋編〔鶴岡市家中新町〕 1953年8月31日指定 ※致道博物館
- 両羽博物図譜〔酒田市日吉町光丘文庫保管〕 1953年8月31日指定
- 舞楽図譜 附 貴徳面（１面） 〔河北町谷地〕 1953年8月31日指定
- 大般若経残巻 巻子仕立 附 唐櫃３合、秩２７箇、残闕一括〔鶴岡市田川字宮野前〕 1955年10月25日指定 ※巻田川八幡神社
- 一条八幡宮祭礼日記〔酒田市市条字水上〕 1956年5月11日指定 ※八幡神社
- 来迎寺年代記〔酒田市砂越字楯ノ内〕 1956年5月11日指定
- 苔の衣絵巻〔大石田町大字大石田丙〕 1959年12月4日指定
- 松森文庫41部〔酒田市日吉町光丘文庫保管〕 1990年2月16日指定 ※酒田市
- 保定記・続保定記及び印旛沼日記〔酒田市北俣字大畑山〕 2008年5月2日指定

### 古文書
- 飯沢文書 附 宗盛知行状（1軸）文和五年より慶長十六年に至る10通〔長井市大字成田〕 1955年8月1日指定
- 宝林坊文書〔寒河江市大字慈恩寺番外〕 1957年8月16日指定 ※宝林坊
- 飯沢文書〔長井市大字成田〕 1963年3月29日指定

### 考古資料
- 硬玉類 玉川遺跡出土〔鶴岡市家中新町〕 1953年8月31日指定 ※致道博物館
- 硬玉類 玉川遺跡出土〔鶴岡市藤島字山ノ前〕 1953年12月17日指定 ※東田川文化記念館
- 硬玉類 玉川遺跡出土〔鶴岡市羽黒町玉川〕 1953年12月17日指定
- 硬玉類 玉川遺跡出土〔鶴岡市羽黒町玉川〕 1953年12月17日指定
- 独木舟〔鶴岡市藤島字山ノ前〕 1956年5月11日指定 ※東田川文化記念館
- 羽山古墳出土品 一．玉類 一．金環650顆19箇〔高畠町大字高畠〕 1956年11月24日指定
- 環状注口土器〔鶴岡市家中新町〕 1958年3月4日指定 ※致道博物館
- 青白磁蟠龍瓶〔川西町大字上小松字十日町〕 1958年7月25日指定 ※大円寺
- 硬玉製勾玉類 玉川遺跡出土〔鶴岡市羽黒町玉川〕 1960年12月16日指定
- 硬玉製勾玉類 玉川遺跡出土〔鶴岡市羽黒町玉川〕 1960年12月16日指定
- 弥生式土器〔新庄市下金沢町〕 1963年3月29日指定
- 大之越古墳出土品 一．刀剣類一．鉄片 一．工具類 一．土器一．馬具類〔山形市霞城町〕 1979年5月28日指定 ※山形県立博物館保管
- お花山古墳群出土品 附 鉄鏃残欠一括 円筒埴輪残欠一括〔上山市弁天〕 1999年12月3日指定 ※山形県埋蔵文化財センター保管
- 俵田遺跡祭祀遺構出土品 附 木製品残欠一括〔上山市弁天〕 1999年12月3日指定 ※山形県埋蔵文化財センター保管
- 注口土器〔山形市小白川町〕 2004年7月9日指定 ※山形大学附属博物館保管
- 弥生土器〔山形市小白川町〕 2004年7月9日指定 ※山形大学附属博物館保管
- 上柳渡戸八幡山遺跡出土品〔山形市小白川町〕 2004年7月9日指定 ※山形大学附属博物館保管

### 歴史資料
- 正和三年大日板碑〔酒田市北沢字金生沢〕 1952年4月1日指定 ※金生沢地区
- 正中二年大日板碑〔上山市軽井沢〕 1952年4月1日指定 ※湯町地区
- 元亨四年阿弥陀三尊板碑〔真室川町大字平岡〕 1952年4月1日指定 ※光明院
- 元弘三年阿弥陀三尊板碑〔南陽市松沢〕 1952年4月1日指定 ※八幡神社 松沢部落管理
- 正元元年大日板碑〔南陽市竹原字光山寺〕 1952年4月1日指定 ※七間地部落
- 嘉暦二年大日板碑〔南陽市竹原字天王山〕 1952年4月1日指定
- 弘安二年阿弥陀板碑〔川西町大字小松〕 1952年4月1日指定 ※竜蔵神社
- 元弘二年阿弥陀板碑〔酒田市山谷字三ヶ沢〕 1952年4月1日指定
- 生石板碑群 34基〔酒田市生石〕 1953年2月13日指定 ※延命寺ほか
- 文和三年阿弥陀板碑〔南陽市漆山字大仏〕 1953年2月13日指定
- 正慶二年阿弥陀板碑〔南陽市池黒〕 1953年2月13日指定 ※池黒財産区管理会
- 永仁□年阿弥陀板碑〔南陽市池黒〕 1953年2月13日指定 ※池黒財産区管理会
- 正応二年大日板碑〔長井市大字五十川字西館〕 1953年8月31日指定
- 永仁二年磨崖板碑 5基〔南陽市赤湯字寺山〕 1953年8月31日指定 ※東正寺
- 延文二年阿弥陀板碑〔山形市幸町〕 1955年10月25日指定 ※正楽寺
- 弘安六年大日板碑〔高畠町大字竹森字森山〕 1955年10月25日指定 ※高畠町竹森区
- 貞治七年阿弥陀板碑〔山形市山家町〕 1956年5月11日指定
- 致道館祭器 附 絹本著色聖賢画像〔鶴岡市家中新町〕 1957年8月16日指定 ※致道博物館
- 延文二年板碑〔山形市宮町〕 1959年12月4日指定 ※円応寺
- 漢籍版木 317枚〔鶴岡市家中新町〕 1962年1月12日指定 ※致道博物館
- 清河八郎関係資料 27件 49点 〔庄内町清川字上川原〕 1964年7月6日指定 ※清河八郎記念館
- 格知学舎関係資料 3種5312点〔天童市大字貫津字上貫津〕 1975年3月31日指定 ※豊安財団
- 出羽一国之絵図〔鶴岡市家中新町〕 1986年4月1日指定 ※致道博物館
- 鶴岡城内道具渡目録〔鶴岡市家中新町〕 1989年4月14日指定 ※致道博物館
- 献軸 最上川谷地押切渡より柏沢迄絵図〔鶴岡市家中新町〕 1990年4月3日指定 ※致道博物館
- 應長元年大日板碑〔上山市狸森字前丸森〕 1991年7月23日指定
- 峯中碑伝〔鶴岡市羽黒町手向字羽黒山〕 1998年5月6日指定 ※出羽三山歴史博物館
- 羽州川通絵図〔山形市霞城町〕 2009年4月28日指定
- 松川舟運図屏風〔米沢市東〕 2009年4月28日指定

## 無形文化財

### 工芸技術
- 深山和紙〈深山手漉和紙技術保存会〉〔白鷹町大字深山〕 1978年3月29日指定
- 本場米琉（白鷹板締小絣） 〈本場米琉（白鷹板締小絣）技術保存会〉〔白鷹町大字十王〕 2007年12月25日指定
- 刀劒鍛造〈上林恒平〉〔山形市大字長谷堂〕 2008年5月2日指定

## 民俗文化財

### 有形民俗文化財
- 納札及び順礼札 延徳四年季の銘のあるものほか10枚〔天童市山元〕 1952年4月1日指定 ※若松寺
- 石敢当〔鶴岡市大山〕 1966年4月6日指定
- 隠明寺ダコの版木12点(30面)〔新庄市本町〕 1977年8月19日指定
- ニセミノ〔山形市霞城町〕 1977年8月19日指定 ※山形県立博物館ほか
- 遠賀神社の算額〔鶴岡市遠賀原〕 1988年4月12日指定 ※遠賀神社
- 六所神社の獅子頭６点〔鶴岡市青龍寺〕 1998年12月1日指定 ※六所神社
- 富山馬頭観音堂奉納絵馬212面〔最上町大字富沢〕 2008年5月2日指定 ※東善院

### 無形民俗文化財
- 山戸能〈山五十川古典芸能保存会山戸能一座〉〔鶴岡市山五十川〕 1976年8月9日指定
- 高寺八講〈高寺八講保存会〉〔鶴岡市羽黒町高寺字南畑〕 1976年8月9日指定
- 萩野・仁田山鹿子踊〈萩野・仁田山鹿子踊保存会〉〔新庄市大字萩野・仁田山〕 1976年8月9日指定
- 黒森歌舞伎〈黒森歌舞伎妻堂連中〉〔酒田市黒森〕 1976年8月9日指定
- 平塩舞楽〈平塩舞楽保存会〉〔寒河江市大字平塩〕 1979年5月28日指定 ※平塩熊野神社
- 日和田弥重郎花笠田植踊〈日和田弥重郎花笠田植踊保存会〉〔寒河江市大字日和田〕 1980年1月7日指定
- 新山延年〈新山延年舞保存会〉〔酒田市楢橋字新山〕 1980年5月12日指定
- 小松豊年獅子踊〈小松豊年獅子踊会〉〔川西町大字上小松〕 1980年5月12日指定
- 松山能〈松諷社〉〔酒田市字蔵小路皇太神社〕 1980年5月12日指定
- 山五十川歌舞伎〈山五十川古典芸能保存会歌舞伎一座〉〔鶴岡市山五十川〕 1986年8月12日指定
- 伊佐沢念仏踊〈伊佐沢念仏踊保存会〉〔長井市上伊佐沢〕 1986年8月12日指定
- 高原植木踊〈高原植木踊保存会〉〔山形市高原町〕 1990年6月29日指定
- 角田流獅子踊（大谷・八ツ沼）〈角田流大谷・八ツ沼獅子踊保存会〉〔朝日町大字大谷・大字三中〕 1991年11月26日指定
- 梓山獅子踊〈梓山獅子踊保存会〉〔米沢市万世町梓山〕 1992年12月1日指定
- 吹浦田楽舞〈吹浦田楽保存会〉〔遊佐町吹浦〕 1993年12月3日指定
- 蕨岡延年〈蕨岡延年保存会〉〔遊佐町上蕨岡〕 1993年12月3日指定
- 稲沢番楽〈稲沢番楽保存会〉〔金山町大字有屋〕 2002年5月17日指定
- 安久津延年〈安久津八幡神社文化財保存会〉〔高畠町大字安久津〕 2005年3月25日指定
- 鮭川歌舞伎〈鮭川歌舞伎保存会〉〔鮭川村大字石名坂〕 2006年1月20日指定
- 豊烈神社の打毬〈山形豊烈打毬会〉〔山形市桜町〕 2006年4月28日指定
- 寒河江八幡宮流鏑馬〈寒河江八幡宮流鏑馬保存会〉〔寒河江市八幡町〕2011年12月27日指定 ※寒河江八幡宮

## 記念物

### 史跡
- 高原古墳〔山形市高原町字小山〕 1952年4月1日指定
- 慈恩寺〔寒河江市大字慈恩寺字鬼越〕 1952年4月1日指定 ※本山慈恩寺
- 河島山遺跡〔村山市大字元塩川字前山〕 1952年4月1日指定
- 格知学舎〔天童市大字貫津字上貫津〕 1952年4月1日指定
- 清水前古墳群〔高畠町大字二井宿字清水前〕 1952年4月1日指定 ※高畠町
- 中村原土壇〔飯豊町大字中字西御林〕 1952年4月1日指定
- 北楯大学墓〔庄内町狩川字小野里〕 1952年4月1日指定
- 羽黒山南谷〔鶴岡市羽黒町手向字羽黒山〕 1952年4月1日指定 ※月山神社出羽神社湯殿山神社
- 直江兼続夫妻の墓〔米沢市林泉寺〕 1953年2月20日指定 ※林泉寺
- 武田大膳大夫信清の墓〔米沢市林泉寺〕 1953年2月20日指定
- 一里塚〔酒田市大町字大野〕 1953年2月20日指定
- 高瀬山古墳〔寒河江市大字寒河江乙〕 1953年2月20日指定
- 二色根古墳〔南陽市大字二色根〕 1953年2月20日指定
- 尼ヶ沢土壇〔川西町大字下小松〕 1953年2月20日指定
- 吹浦石器時代遺跡〔遊佐町吹浦字堂屋〕 1953年5月25日指定
- 春雨庵跡〔上山市松山〕 1953年8月31日指定
- 谷柏古墳群〔山形市大字谷柏元上谷柏字上ノ山〕 1956年9月28日指定
- 飯豊山の穴堰〔東北森林管理局管理、飯豊町・小国町地内〕 1956年11月24日指定
- 新田目城跡〔酒田市本楯字新田目〕 1957年8月16日指定 ※大物忌神社
- 須恵器窯跡〔上山市葉山〕 1957年8月16日指定
- 土矢倉古墳群〔上山市金谷〕 1958年3月4日指定 ※山形県玉葉会
- 須恵器窯跡〔鶴岡市大荒字荒沢前〕 1958年7月25日指定
- 経ヶ倉山経塚〔東北森林管理局酒田事業区〕 1962年1月12日指定
- 丸岡城跡及び加藤清正墓碑〔鶴岡市丸岡字町ノ内〕 1963年1月22日指定
- 玉川縄文遺跡〔鶴岡市羽黒町玉川字白山前〕 1972年1月17日指定
- 角二山石器時代住居跡群〔大石田町大字大石田乙〕 1972年1月17日指定
- 菅沢古墳二号墳〔山形市大字菅沢字山崎〕 1973年6月11日指定
- 平形館跡〔鶴岡市平形字桜屋敷〕 1977年10月12日指定
- 十五里ヶ原古戦場〔鶴岡市友江字中野〕 1980年1月7日指定
- 安久津古墳群〔高畠町大字高畠〕 1984年7月17日指定
- 天神森古墳〔川西町大字上小松〕 1984年7月17日指定 ※諏訪神社ほか
- 旧山形県会仮議事堂〔山形市薬師町〕 2007年12月25日指定 ※柏山寺

### 名勝
- 摩耶山〔西田川経営区〕 1961年5月6日指定
- 仲野半四郎氏庭園〔天童市一日町二丁目〕 2009年12月4日指定

### 天然記念物
- 津金沢の大スギ〔山形市大字津金沢字熊野堂〕 1952年4月1日指定 ＊熊野神社
- 山上の大クワ〔米沢市大字三沢〕 1952年4月1日指定
- 湯田川の乳イチョウ〔鶴岡市湯田川字岩清水〕 1952年4月1日指定 ＊由豆佐売神社
- 種蒔ザクラ〔寒河江市大字白岩字陣ヶ峯〕 1952年4月1日指定
- でわのはごろもななかまど〔上山市鶴脛町字虚空蔵〕 1952年4月1日指定
- 本覚寺の左右のマツ〔村山市楯岡楯〕 1952年4月1日指定 ＊本覚寺
- 臥龍のマツ〔村山市大字大久保字下原乙〕 1952年4月1日指定
- お達磨のサクラ〔中山町大字達磨寺字達磨〕 1952年4月1日指定
- 神代カヤ〔大江町大字小釿〕 1952年4月1日指定
- 角川の大スギ〔戸沢村大字角川〕 1952年4月1日指定 ＊熊野神社
- 薬師ザクラ〔白鷹町大字高玉字薬師堂〕 1952年4月1日指定 ＊瑞竜院
- 三ヶ沢の乳イチョウ〔庄内町三ヶ沢字白山口〕 1952年4月1日指定 ＊霊輝院
- 十文字開発記念樹〔鶴岡市長沼字十文字〕 1952年4月1日指定
- 添川の根子スギ〔鶴岡市添川字米山〕 1952年4月1日指定
- 大日坊の皇壇スギ〔鶴岡市大網字岩台〕 1952年4月1日指定 ＊湯殿山総本寺大網大日坊
- 土渕のユズ〔酒田市土渕字新田町〕 1952年4月1日指定
- 平清水のヒイラギ〔山形市大字平清水字恥岸川〕 1953年2月13日指定
- 曹源寺のヒサカキ〔鶴岡市鼠ヶ関字横路甲〕 1953年2月13日指定 ＊曹源寺
- 村上屋の念珠のマツ〔鶴岡市鼠ヶ関字興屋〕 1953年2月13日指定
- 松保の大スギ〔大江町大字小清字松保5〕 1953年8月31日指定
- 若畑沼鉄魚生息地〔尾花沢市大字母袋〕 1953年12月17日指定
- 蟠竜のマツ〔河北町谷地丙〕 1954年3月18日指定
- 延沢城跡のスギ〔尾花沢市大字延沢〕 1955年10月25日指定
- 白竜湖泥炭形成植物群落〔南陽市赤湯字沼東ほか〕 1955年10月25日指定
- 竹森のアベマキ〔高畠町大字竹森字森山〕 1955年10月25日指定 ＊高畠町竹森区
- 長町裏のエゾエノキ〔米沢市春日〕 1956年5月11日指定 ＊熊野大権現
- 西明寺のトラノオモミ〔米沢市遠山町〕 1956年5月11日指定 ＊西明寺
- 山楯の大ケヤキ〔酒田市山楯字北山添〕 1956年5月11日指定 ＊大神神社
- 富沢のトチノキ〔最上町大字富沢字土合〕 1956年9月28日指定
- 總光寺参道のキノコスギ〔酒田市字総光寺沢〕 1956年9月28日指定 ＊総光寺ほか
- 高沢の開山スギ〔山形市大字高沢字大道畑〕 1956年11月24日指定 ＊清雲寺
- 飛島サンゴ類群棲地〔酒田市飛島字勝浦乙〕 1956年11月24日指定
- 石動の親スギ〔新庄市萩野字石動前〕 1956年11月24日指定 ＊石動神社
- 溝延の大ケヤキ〔河北町大字溝延字八幡小路〕 1956年11月24日指定 ＊八幡神社
- 妹背のマツ〔南陽市宮内字高日向壱4069の内ほか〕 1956年11月24日指定
- 熊野神社の大イチョウ〔南陽市宮内字坂町〕 1956年11月24日指定 ＊熊野神社
- マルバシャリンバイの自生地〔鶴岡市温海字暮坪〕 1956年11月24日指定
- トガクシショウマ〔東北森林管理局村山経営区〕 1956年11月24日指定
- 岡田のムクノキ〔遊佐町遊佐町字油田〕 1958年3月4日指定
- 吹浦三崎山のタブ林〔遊佐町吹浦字三崎〕 1958年3月4日指定 ＊女鹿部落
- 払田の地蔵のマツ〔庄内町払田字サビ〕 1958年7月25日指定
- 大滝のカツラ〔東根市大字関山字滝沢山〕 1960年12月16日指定 ＊関山愛林公益会
- 向川寺の大カツラ〔大石田町大字横山字黒滝〕 1960年12月16日指定 ＊向川寺
- 小国のそろばん玉石〔東北森林管理局小国事業区〕 1962年1月12日指定
- 鶴間ヶ池のモリアオガエル繁殖地〔東北森林管理局酒田事業区〕 1962年1月12日指定
- 金峰山の大フジ〔鶴岡市青竜寺字金峯〕 1962年1月12日指定 ＊金峯神社
- ひとでの化石〔村山市大字櫤山〕 1962年1月12日指定 ＊村山市立大倉小学校保管
- 馬場町のタブの木〔鶴岡市馬場町〕 1964年3月17日指定
- 豊龍神社の大スギ〔朝日町大字宮宿〕 1965年4月12日指定 ＊豊龍神社
- チョウセンアカシジミ〔地域を定めず 〕 1977年3月28日指定
- 酒田飯森山カブトエビ生息地〔酒田市宮野浦字飯森山南〕 1977年3月28日指定
- 三瀬葉山ニッポンユビナガコウモリ群棲地〔鶴岡市三瀬字宮ノ前〕 1977年3月28日指定 ＊八乎止女神社
- 琵琶沼〔山辺町大字畑谷字物見〕 1978年3月29日指定 ＊山形県立博物館管理
- 愛宕神社のケヤキ林〔村山市楯岡晦日町〕 1980年1月7日指定 ＊愛宕神社
- 黒川のツクシガヤ自生地〔川西町内黒川の犬川合流地点より上流10kmまでの流域〕 1980年1月7日指定
- 天童市高木地区及び東根市羽入地区のイバラトミヨ生息地〔天童市大字高木（ひょうたん池）ほか〕 1986年4月1日指定
- ヤマガタダイカイギュウ化石〔山形市霞城町〕 1992年8月28日指定 ＊山形県立博物館管理
- ジャガラモガラ風穴植物群落〔天童市大字貫津字古根坂〕 1995年3月28日指定
- 小湯山風穴植物群落〔高畠町大字二井宿字小湯 〕 2001年5月1日指定 ＊二井宿愛林公益会
- 滝の沢の一本杉〔真室川町大字釜淵字釜淵〕 2003年5月9日指定
- 猿羽根館跡の親杉〔舟形町富田字楯山〕 2011年2月4日指定
- 大井沢の大栗〔西川町大字大井沢桐の木久保〕 2011年2月4日指定

## 指定解除
- 東法田の大アカマツ〔最上町大字東法田字東山〕 1993年12月3日指定。幹回り8.56mで、高さ26m[1]。1988年度の環境庁（当時）の調査で香川県志度町（現さぬき市）のクロマツに次いで日本で二番目に太い松とされた[1]。1993年5月に志度町のクロマツが枯死したため日本一となり同年12月に県天然記念物に指定された[1]。もとは神木とされ、個人所有だったが、2003年に最上町が譲り受けた[1]。2019年8月に樹木医によって枯死していると診断を受け文化財指定解除[1]。倒木のおそれがあることから2021年に伐採されることになった[1]。